# Pfarrkirchen

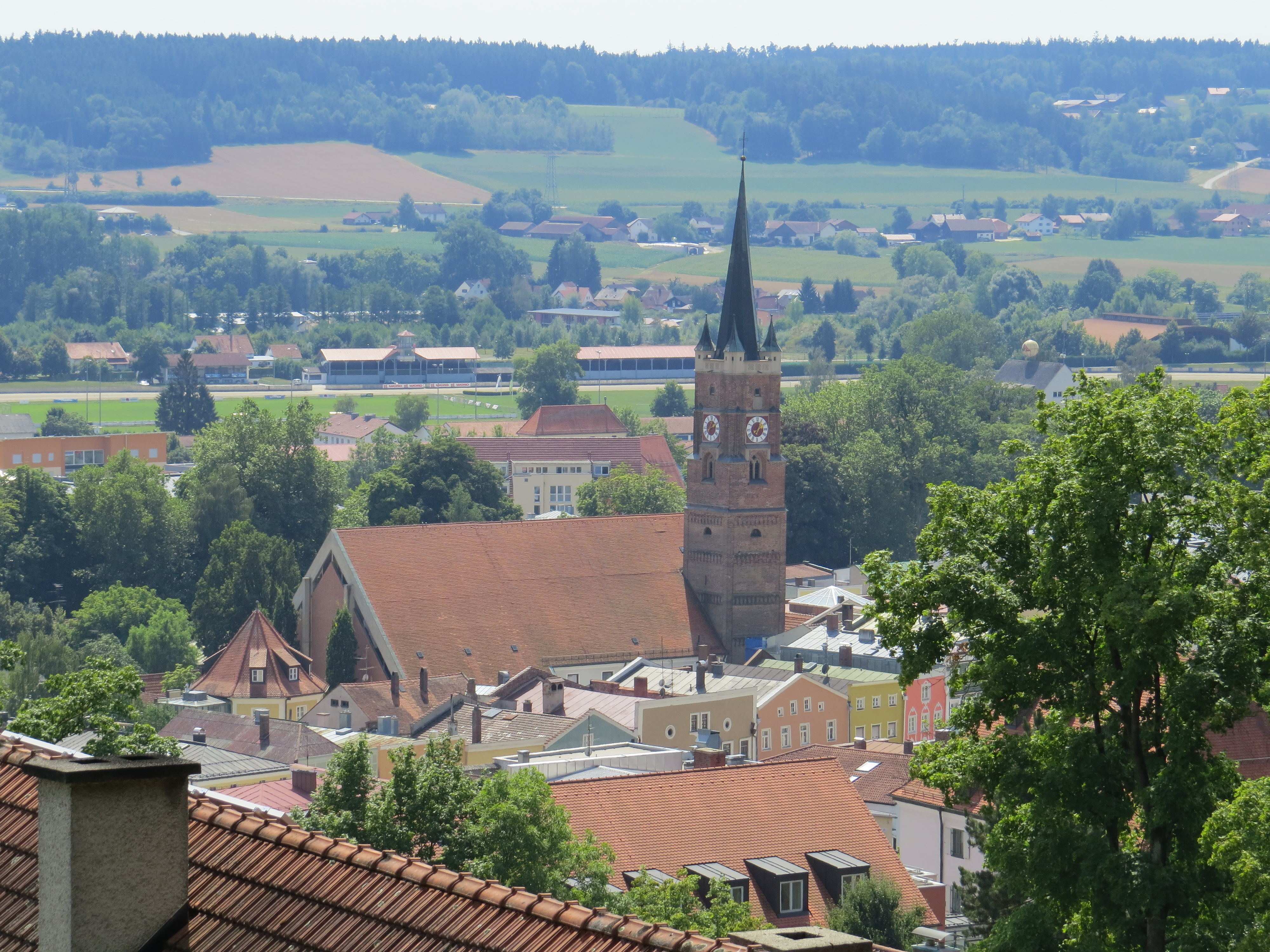
Pfarrkirchen vom Gartlberg

Pfarrkirchen ist eine Hochschulstadt und die Kreisstadt sowie zweitgrößte Stadt des niederbayerischen Landkreises Rottal-Inn in Deutschland.

## Geografie

### Lage
Die Stadt liegt am Fluss Rott im Rottal. Der Hauptort zieht sich nördlich der Rott, über die Höhen des Galgenberges und des Gartlberges bis zum Reichenberg als homogene Bebauung.
Südlich der Rott schließt sich der Stadtteil Mooshof mit dem angrenzenden Gewerbe- und Industriegebiet an. Die übrigen Ortsteile liegen als Einzelorte in der Umgebung. Die Fläche ist von der land- und forstwirtschaftlichen Nutzung geprägt.
Pfarrkirchen liegt an der B 388, die vom 50 km entfernten Passau in die 125 km entfernte Landeshauptstadt München führt. Außerdem befindet sich die Stadt 65 km südlich von Straubing, 30 km südwestlich von Vilshofen an der Donau, 40 km westlich von Schärding, 22 km nördlich von Braunau am Inn und 80 km von Salzburg entfernt.

### Einwohner
Die Stadtgemeinde hat mit ihren rund 13.000 Einwohnern – einschließlich Umgebung mit etwa 16.000 Einwohnern – das nach Eggenfelden zweitgrößte Einzugsgebiet im Landkreis. Zur Stadtgemeinde gehören die vormals eigenständigen Gemeinden Reichenberg mit ca. 2.800, Untergrasensee mit ca. 1.700 und Waldhof mit ca. 600 Einwohnern. Ende Juni 2020 zählte die Stadt exakt 13.604 Einwohner, der Ausländeranteil betrug 17,35 Prozent.

### Gemeindegliederung

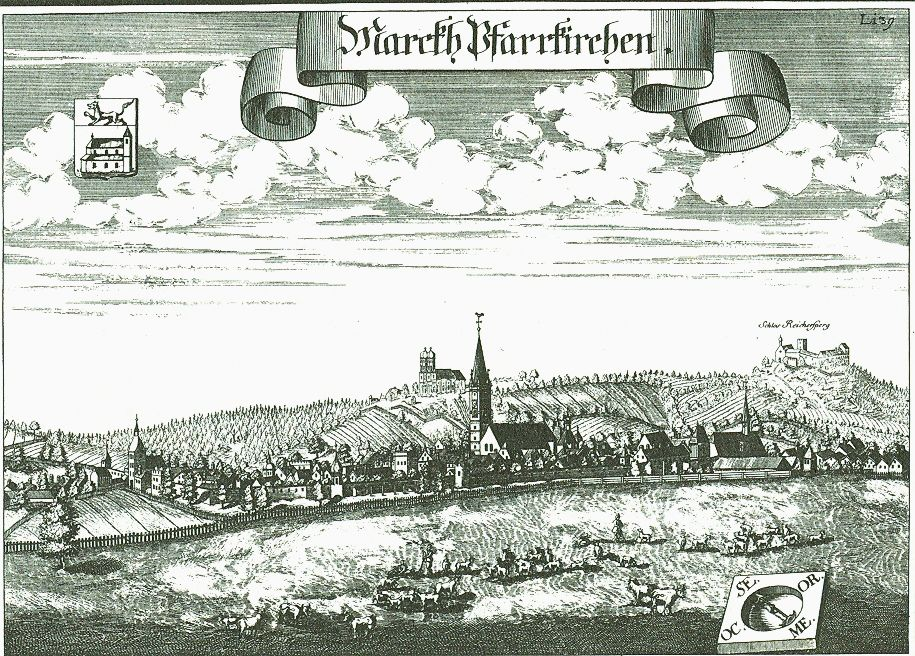
Markt Pfarrkirchen nach einer Radierung von Michael Wening von 1721; rechts im Hintergrund Schloss Reichenberg

Pfarrkirchen hat 95 Gemeindeteile:
- Adlgehring
- Aham
- Aign
- Aist
- Altersham
- Asbach
- Benk
- Berg bei Wald
- Berg bei Wühr
- Bergham
- Brunnöd
- Degernbach
- Diepolting
- Dulding
- Einbach
- Feiern
- Galgenberg
- Gartlberg
- Gehring
- Geiersberg
- Griesberg
- Griesdobl
- Grub
- Gschwend
- Gstockert
- Haberbach
- Haböd
- Hanöd
- Hinterleithen
- Höckberg
- Hofroth
- Holzen
- Holzleiten
- Hölzlhub
- Höring
- Hörmannsöd
- Kelchham
- Kugelstatt
- Kühstetten
- Laab
- Lanzing
- Lempertsöd
- Lerbing
- Linding
- Loh
- Lukasöd
- Mahlgassing
- Mäuslberg
- Mooshof
- Naderöd
- Neunöd
- Obergaiching
- Obergrasensee
- Oberham
- Ölharten
- Ottenöd
- Pfarrkirchen
- Ragl
- Reichenberg
- Reith
- Rießleithen
- Rockern
- Rott
- Rottsteg
- Ruppertsöd
- Schachtel
- Scheuereck
- Schieferöd
- Schlicking
- Schlott
- Schnedenberg
- Schuldholzing
- Schwarzenstein
- Spitzmäusing
- Steffelsöd
- Stöckl
- Stumm
- Sutten
- Taubengrub
- Untergaiching
- Untergrasensee
- Unternalling
- Viehholzen
- Voglsang
- Wald
- Waldhof
- Weiden
- Weihern
- Weikersbach
- Woching
- Wolfskugel
- Wühr
- Zank
- Ziegelbauer
- Zieglstadl

## Geschichte

### Bis zum 19. Jahrhundert
Das erste Mal urkundlich erwähnt wurde Pfarrkirchen als pharrachiricha Ende des 9. Jahrhunderts und ist demnach nach seiner Kirche benannt. Der Ort kam 1262 zusammen mit der Burg Reichenberg zum Herzogtum Niederbayern, und damit in den Besitz der Wittelsbacher. 1317 wurde es von den niederbayerischen Herzögen mit Marktrechten versehen und 1862 zur Stadt erhoben. Die Burg Reichenberg war Sitz des Vitztums „an der Rott“ und gleichzeitig die Sommerresidenz des Erzherzogs Jonas von Reichenberg.
Durch die Eröffnung der „Rottalbahn“ von Neumarkt-Sankt Veit über Eggenfelden und Pfarrkirchen nach Pocking erhielt der Ort am 1. September 1879 Anschluss an das Eisenbahnnetz.

### Kreisstadt
Seit der Gebietsreform, die am 1. Juli 1972 in Kraft trat, ist Pfarrkirchen die Kreisstadt des Landkreises Rottal-Inn.

### Eingemeindungen
Am 1. Januar 1972 wurden die Gemeinden Reichenberg, Untergrasensee und Waldhof eingegliedert.

### Einwohnerentwicklung
Zwischen 1988 und 2018 wuchs die Stadt von 10.343 auf 12.677 um 2.334 Einwohner bzw. um 22,6 %.

## Politik

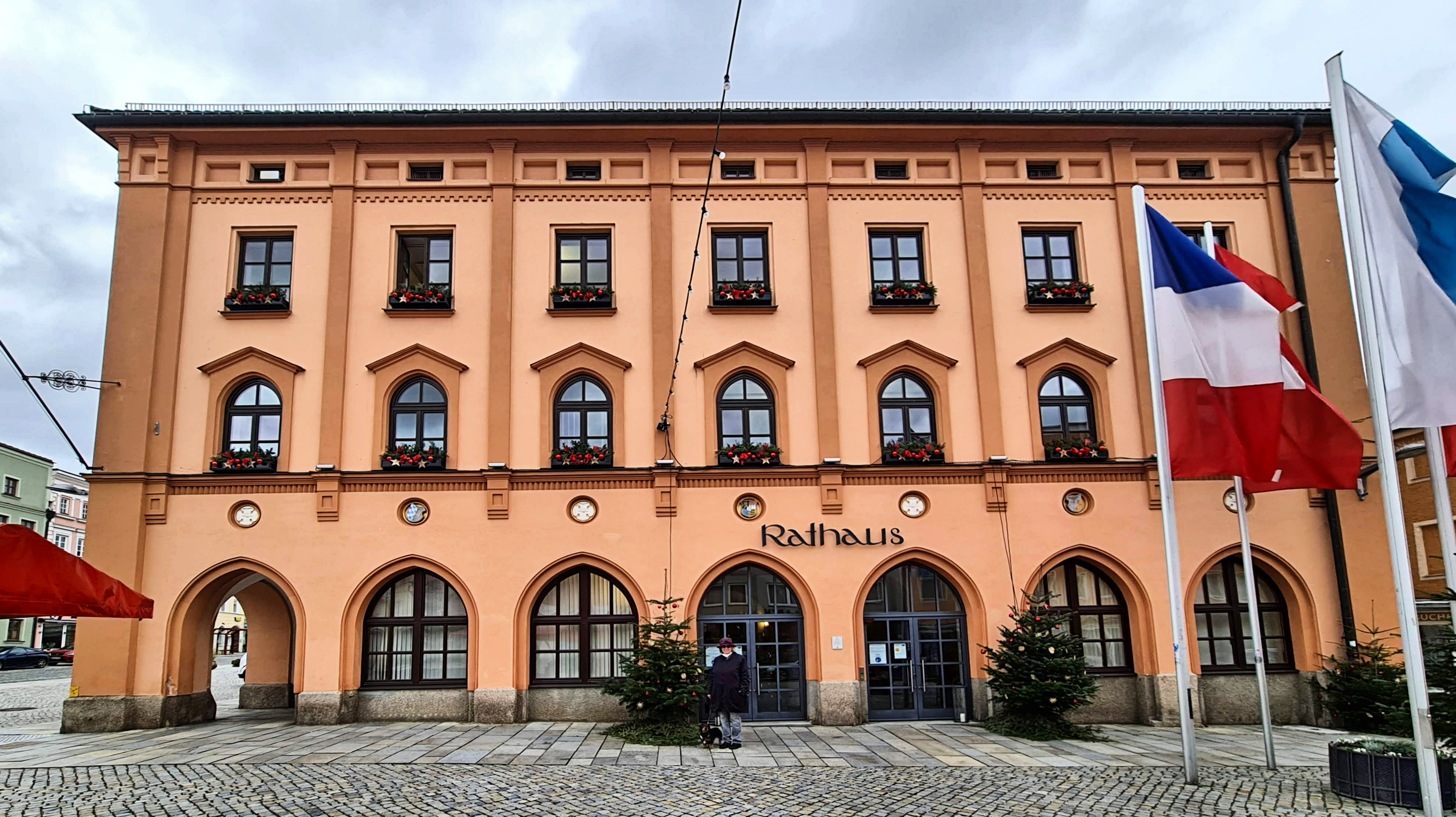
Neues Rathaus, Westseite

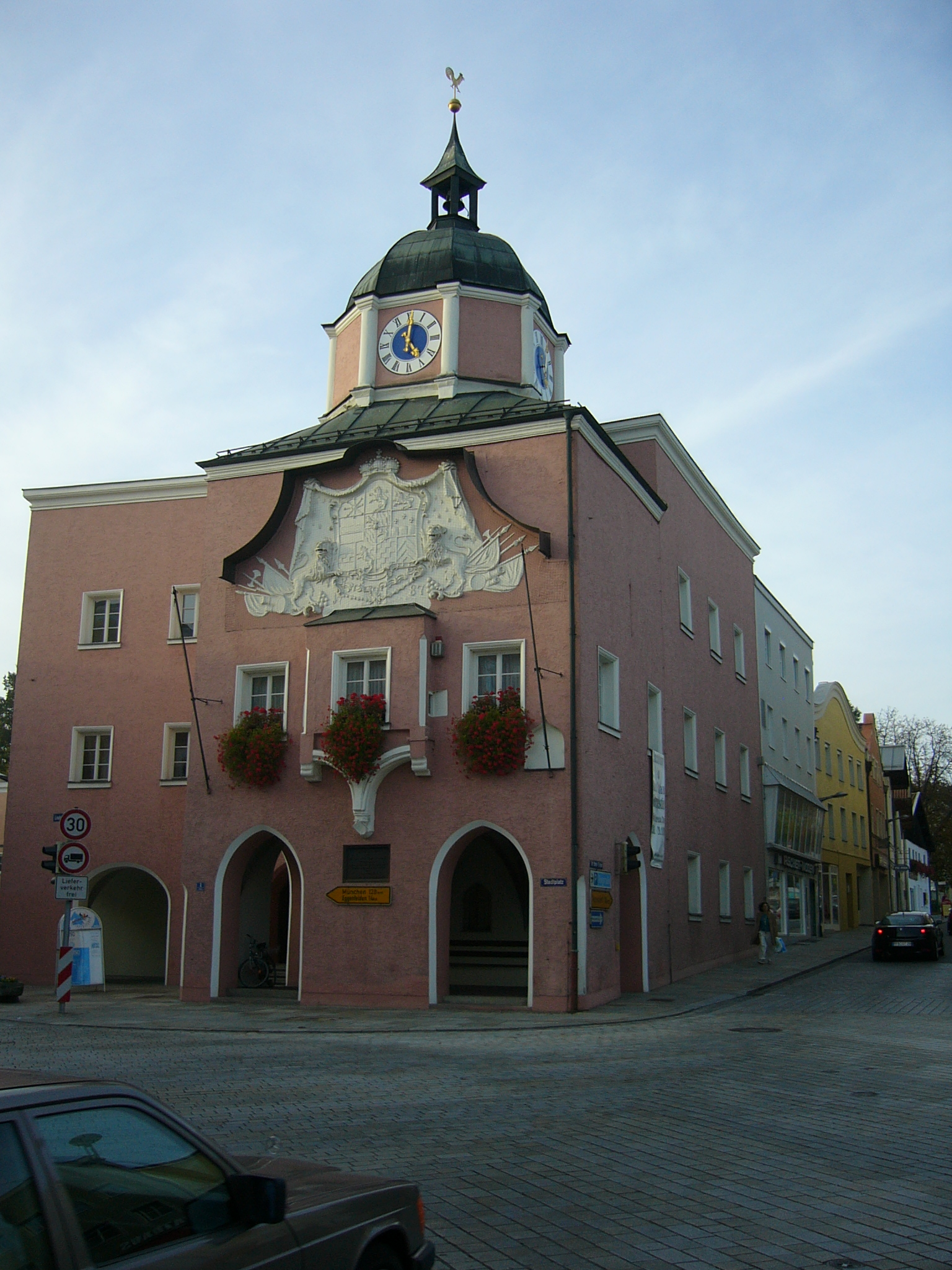
Altes Rathaus (erbaut um 1500)

### Stadtrat und Bürgermeister
Zusammensetzung des Stadtrates in der Legislaturperiode 2020–2026:
| Partei / Liste | CSU    | Freie Wähler | JL-BL  | Grüne  | SPD    |
| Sitze          | 11     | 5            | 3      | 3      | 2      |
| Stimmenanteil  | 45,1 % | 19,7 %       | 12,5 % | 12,5 % | 10,3 % |

Erster Bürgermeister von Pfarrkirchen ist seit dem 1. Mai 2014 Wolfgang Beißmann (CSU).
Er ist Nachfolger von Georg Riedl (CSU), der von 1990 bis 2014 dieses Amt innehatte.

### Städtepartnerschaften
Pfarrkirchen pflegt Partnerschaften mit
- Saint-Rémy-de-Provence (Provence) in Frankreich, seit 1991
- den Gemeinden des Luzerner Rottals: Ruswil, Ettiswil, Buttisholz und Grosswangen, seit 1997
- San Vincenzo in Italien, seit 1998

Losere Partnerschaften gibt es mit den beiden österreichischen Gemeinden namens Pfarrkirchen: Pfarrkirchen bei Bad Hall und Pfarrkirchen im Mühlkreis.

## Wappen
| Wappen von Pfarrkirchen | Blasonierung: „Unter silbernem Schildhaupt, darin ein schreitender roter Panter, in Blau eine zweitürmige silberne Kirche mit roten Dächern; auf dem Langhaus ein goldener Wetterhahn.“ |
| Wappen von Pfarrkirchen | |

## Sehenswürdigkeiten

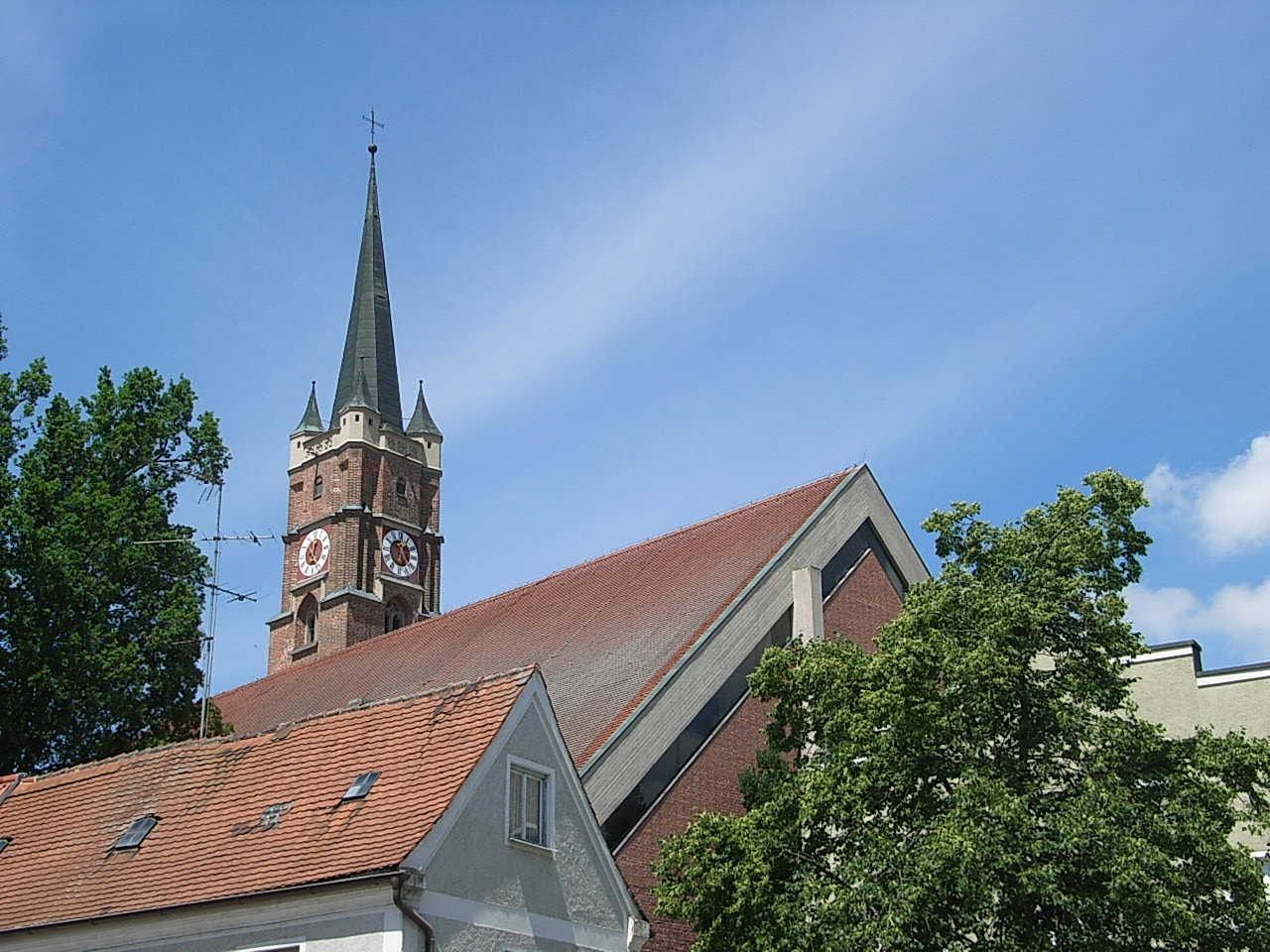
Die Stadtpfarrkirche

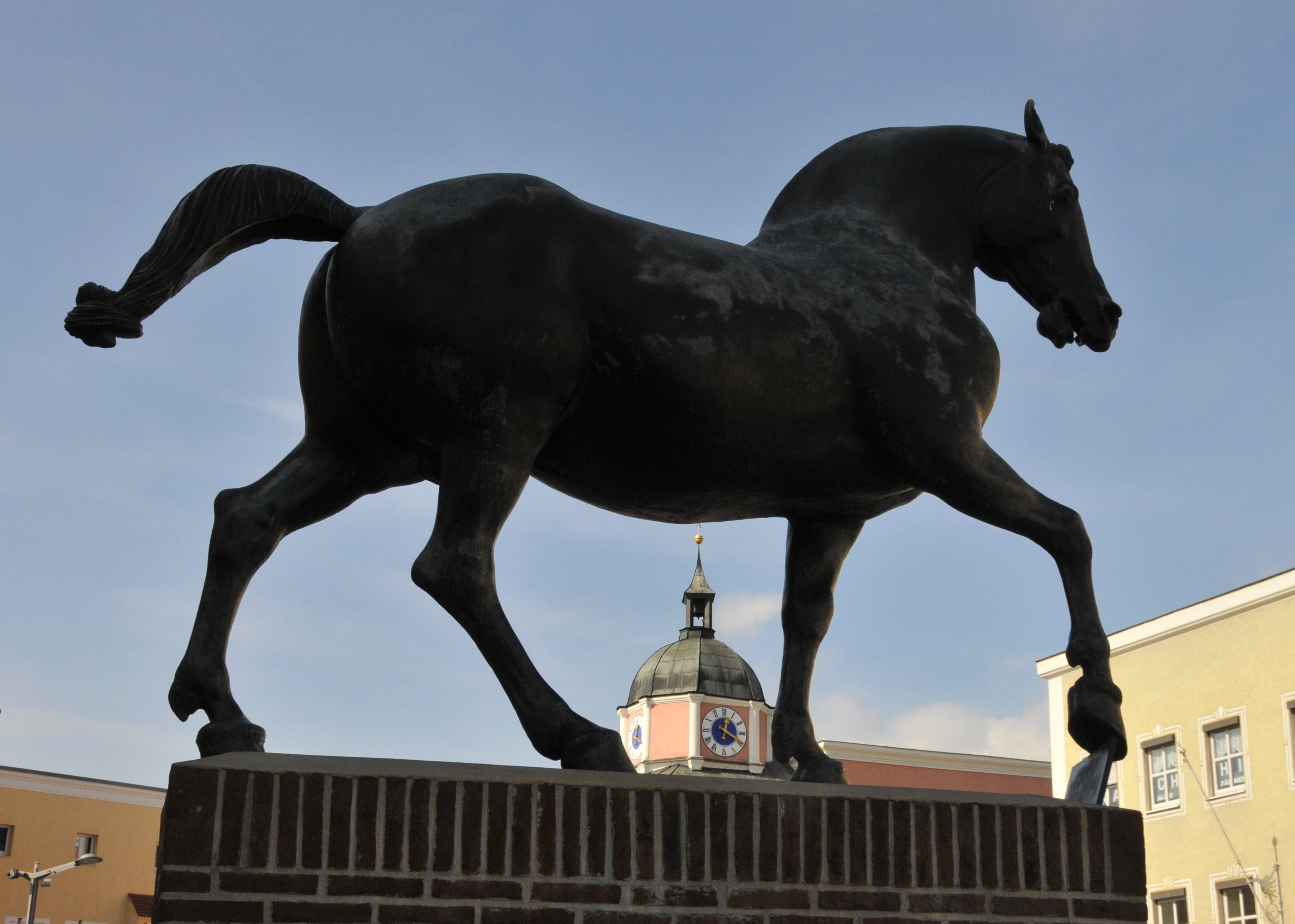
Blick auf den Turm des alten Rathauses durch die Beine des Wimmer-Rosses

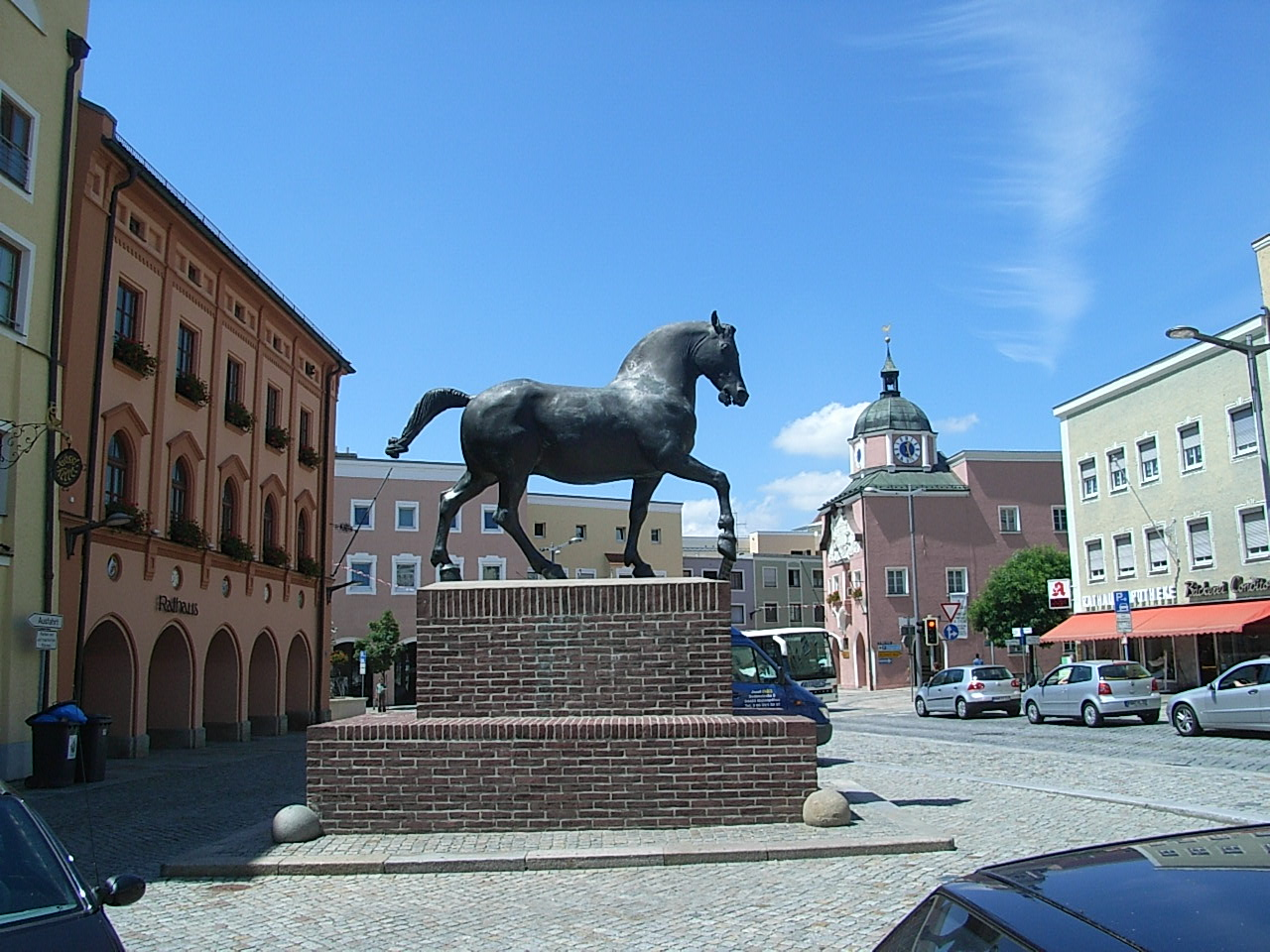
Das Wimmer-Ross auf dem Stadtplatz mit dem neuen (links) und dem alten Rathaus (hinten)

Wahrzeichen der Stadt sind die Wallfahrtskirche Gartlberg und das Wimmer-Ross auf dem Stadtplatz, das an die lange Pferdetradition der Stadt erinnert. Die Bronze-Plastik wurde 1942 von dem Bildhauer und gebürtigen Pfarrkirchner Hans Wimmer geschaffen und 1966 am Stadtplatz auf einem Backsteinsockel aufgestellt.
Der Stadtkern ist von einer Kastanienallee umgeben, die auf der Krone des Ringwalls der alten Befestigungsanlage angelegt wurde. Der nordöstlich gelegene, ca. 115 Meter lange Stadtweiher ist ebenfalls ein Relikt der damaligen Befestigung. Diese bestand aus der Stadtmauer, dem Wassergraben, dem Wehrwall und dem Vorgraben. Vor allem im westlichen Teil der Ringallee ist die Stadtbefestigung mit Mauer, Turm und Schanzanlage am besten erhalten.
Die Stadtpfarrkirche St. Simon und Judas Thaddäus aus dem frühen 14. Jahrhundert prägt das Stadtbild der Altstadt. Die zunächst im romanischen Stil erbaute Kirche wurde im 15. Jahrhundert im Stil der Spätgotik in eine dreischiffige Kirche umgebaut. Weitere Umbauten fanden 1860 und 1971 statt. Die Pfarrkirche hat einen 67 m hohen Kirchturm. Ursprünglich war die Kirche zweitürmig, der südliche Turm brannte 1648 aus und wurde abgetragen.
Das Alte Rathaus ist ein barocker Bau (um 1500 erbaut), der einen achteckigen Kuppelturm mit Uhr und Glocke besitzt. Das Neue Rathaus, ein im klassizistischen Stil gehaltener Massivbau, war wegen seiner unverwechselbaren Fenster Teil einer Wette in der Fernsehsendung Wetten, dass..?.
Am Stadtplatz zeigen die Wohnbauten aus dem 16. bis 18. Jahrhundert – weitab vom eigentlichen Kerngebiet – den Inn-Salzach-Stil: Vor Grabendächern liegen horizontal abschließende Fassaden. Viele dieser Gebäude beherbergen Marien- oder Heiligenfiguren in außenliegenden Mauernischen. Diese wurden nach der Belagerung durch das österreichische Infanterieregiment Nr. 49 des General Bärnklau an den Gebäuden angebracht, die im österreichischen Erbfolgekrieg durch dessen Beschuss mit erhitzten Kanonenkugeln unversehrt blieben. Einige dieser Kugeln sind neben dem Haupteingang der Gartlbergkirche als Votivgabe zu sehen.
In Pfarrkirchen befindet sich die älteste Trabrennbahn Bayerns. Sie wurde am 22. September 1895 eröffnet. Neben den an Pfingsten stattfindenden Trabrennen werden auch hochklassige, internationale Sandbahnrennen ausgerichtet. Hier befindet sich auch die Heimspielstätte der TuS 1860 Pfarrkirchen.
Das Wimmer-Ross ist eine auf dem Stadtplatz 1966 aufgestellte Bronze-Plastik von Hans Wimmer, die u. a. an die lange Pferdetradition der Stadt erinnert.
Die Marienwallfahrtskirche auf dem Gartlberg wurde zwischen 1661 und 1715 im barocken Stil erbaut. Sie beherbergt neben üppigem Kircheninventar eine Vielzahl von Votivgaben, die einen guten Überblick über die Stadthistorie geben. Von der Stadt bis zur Kirche auf dem Gartlberg führt ein Kreuzweg mit 15 Stationen.
Der Sender Pfarrkirchen als Sendemast der Deutschen Telekom AG für UKW und TV, mit einer Höhe von 164 Metern gehört zur Gemeinde Postmünster, prägt aber die südliche Horizontlinie der Stadt.
Um 1800 verlor der Befestigungswall seine Bedeutung, da die Mauer durch die Veränderung der Kriegsführung (moderne Waffen) keinen Schutz mehr bot und die ansteigende Zahl der Bevölkerung innerhalb der Mauern keinen Platz mehr fand. 1803 wurden 365 Obstbäume auf dem alten Befestigungswall angepflanzt. Zwischenzeitlich durch Pappeln (1828) ergänzt, entstand 1876 die auch jetzt noch bestehende Kastanienallee, die im wahrsten Sinne des Wortes die Pfarrkirchner „Wall-Street“ bildet. 1905 wurden beim Bau der Höheren Landwirtschaftsschule (Gymnasium) die Wassergräben aufgeschüttet. Reste des Stadtgrabens sind am Stadtweiher zu sehen. Die Friedenseiche an der Südostecke wurde 1871 gepflanzt.

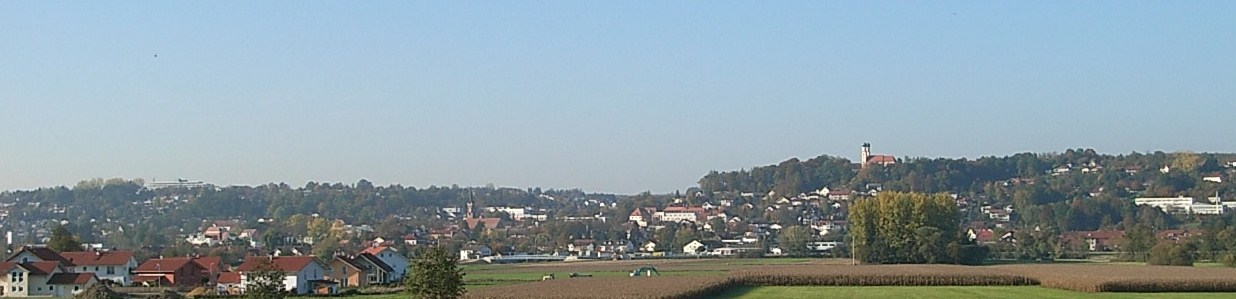
Panoramaaufnahme von Pfarrkirchen. In der Mitte ist die Pfarrkirche erkennbar, rechts der Gartlberg mit der zweitürmigen Wallfahrtskirche.

## Wirtschaft und Infrastruktur
In Pfarrkirchen sind zahlreiche klein- und mittelständische Betriebe angesiedelt. Neben dem größten Möbelhaus der Region ist die Stadt auch Produktionsstandort großer Lebensmittelvermarkter. Zusammen mit einem Unternehmen zur Formteilveredelung sowie einem Holzverarbeiter bilden sie die größeren Produktionsbetriebe.
Daneben gibt es eine Vielzahl an Groß- und Einzelhandelsbetrieben sowie leistungsfähigen Handwerksfirmen mit teilweise hochspezialisierten Berufsbildern oder überregionaler Bedeutung.
Einen weiteren wichtigen Arbeitgeber stellen die zahlreichen Ämter, Behörden und Schulen dar. Neben den Verwaltungseinrichtungen von Kreis und Kommune sind auch Dienststellen des Landes und Bundes vertreten.
Pfarrkirchen ist auch Standort eines geriatrisch spezialisierten Krankenhauses mit über 160 Betten.

### Unternehmen
Unternehmen mit Sitz in Pfarrkirchen
- WEKO Wohnen Unternehmensgruppe – Möbel- und Küchenmärkte
- Sparkasse Rottal-Inn
- VR-Bank Rottal-Inn

Weitere Unternehmen
- Develey Senf & Feinkost – Produktionsstandort
- Stora Enso – Sägewerk

## Bildung
Der Schulstandort Pfarrkirchen umfasst neben Grund-, Mittel- und Realschule auch ein Gymnasium mit angeschlossenem Internat, eine sonderpädagogische Einrichtung und eine Fach- und Berufsoberschule. Pfarrkirchen ist Berufsschulstandort und besitzt eine Landwirtschaftsschule sowie verschiedene Berufsfachschulen mit überregionaler Bedeutung.
Zum Wintersemester 2015/16 nahm die Außenstelle der TH Deggendorf unter der Bezeichnung European Campus in Pfarrkirchen ihren Betrieb auf. Dadurch wurde Pfarrkirchen zur Hochschulstadt. Den zurzeit beiden Studienangeboten „Bachelor International Tourism Management/Health & Medical Tourism“ und „Medical Informatics“ sollen in wenigen Jahren ein Studium im Bereich der Energietechnik folgen.

## Verkehr
- Luft:  Der Flugplatz Pfarrkirchen liegt zwischen Pfarrkirchen und Eggenfelden.
- Bahn:  Die Bahnstrecke Passau–Neumarkt-Sankt Veit wird heute durch die Südostbayernbahn (Infrastruktur und Personenverkehr) sowie durch DB Cargo (Güterverkehr) betrieben.
- Straße: Pfarrkirchen liegt an der B 388, 50 km von Passau, und 125 km von München entfernt.
- Bus:  Der Pfarrkirchner Stadtbus fährt zu den verschiedenen Stadtteilen Pfarrkirchens.

## Vereine (Auswahl)
- TC Pfarrkirchen[14], Deutscher Meister (Tennis Herren 30) 2022, aktuell 1. Tennis-Bundesliga (Herren 30)
- TUS Pfarrkirchen[12]
- Reit- und Fahrverein Pfarrkirchen[15]
- Freiwillige Feuerwehr Pfarrkirchen[16]
- DPSG Pfadfinder Pfarrkirchen

## Persönlichkeiten
Ehrenbürger
Söhne und Töchter
- Ignaz Bendl Heirat 1692 in Wien: in Pfarrkirchen, Bayern gebürtig. Bildhauer, Elfenbeinschnitzer, Maler
- Nikolaus Staudacher (1660–1736), Jesuit, Beichtvater bzw. Berater der Pfälzer Kurfürstin Elisabeth Amalia und ihres Sohnes Karl III. Philipp
- Georg Sebastian Plinganser (1681 lt. Taufbuch Postmünster –1738), Anführer im bayerischen Volksaufstand 1705–1706
- Adolf von Doß (1825–1886), adeliger Jesuit, Schriftsteller und Komponist
- Bruno Senninger (1889–1943), Landrat
- Hans Wimmer (1907–1992), Bildhauer
- Anna Wimschneider (1919–1993), bayerische Bäuerin und Schriftstellerin
- Franz Xaver Eder (1925–2013), Bischof von Passau
- Franz Merz (1927–1993), Jurist
- Hans F. Nöhbauer (1929–2014), Journalist und Schriftsteller
- Erich Kiesl (1930–2013), bayerischer Politiker (CSU) und Münchner Oberbürgermeister (1978–1984)
- Bernhard Dilling, auch Hadti Dilling (1932–1994), Bühnenbildner, Maler, Grafiker und Bildhauer
- Konrad (Conny) Wirnhier (1937–2002), Olympiasieger 1972 (Skeet-Schießen)
- Georg Paul Hefty (* 1947), Redakteur der FAZ
- Werner Leitner (* 1959), Diplomat und Jurist
- Walter Leitner (* 1963), Chemiker und Hochschullehrer
- Ingo Nürnberger (* 1972), Politiker
- Andreas Artur Reichelt (* 1977), Schriftsteller
- Romy (* 1989), volkstümliche Schlagersängerin und Moderatorin

Personen in Verbindung mit Pfarrkirchen
- Manfred Reichelt (1947–1996), Künstler